# Клавдія Пульхра
Кла́вдія Пу́льхра (також Клодія Пульхра; лат. Clodia Pulchra; 57 до н. е. або 54 до н. е. — після 41 до н. е.) — перша дружина імператора Октавіана Августа.

## Життєпис
Походила з патриціанського роду Клавдіїв. Донька Публія Клодія Пульхра, народного трибуна 58 року до н. е., та Фульвії. У листопаді 43 року до н. е., ще зовсім юною, вийшла заміж за Октавіана Августа, майбутнього імператора. Шлюб був укладений з політичних мотивів, з метою зміцнення союзу поміж Октавіаном і Марком Антонієм, вітчимом Клавдії. У 41 році до н. е. почалося відкрите зіткнення між чоловіком Клавдії та її матір'ю Фульвією. Через це Октавіан оголосив Клавдії розлучення, причому клятвено підтвердив, що вона залишилася незайманою. Подальша доля Клавдії невідома.